# Beatrice Brignone
Beatrice Brignone (Senigallia, 31 gennaio 1978) è una politica italiana, deputata alla Camera dal 2015 al 2018 nella XVII legislatura della Repubblica Italiana e, dal 12 maggio 2018, segretaria di Possibile.

## Biografia
Nata il 31 gennaio 1978 a Senigallia, diplomatasi al liceo classico Perticari della sua città natale e laureata in giurisprudenza presso l'Università di Bologna, inizia subito a lavorare con una borsa lavoro nell’ambito delle Politiche Attive del Lavoro e della Formazione professionale, poi, con ogni tipo di contratto precario, come assistente informatica di sistemi informativi legati ai Fondi Strutturali Europei.
Dopo molti anni di volontariato nell’associazionismo, comincia a fare politica attiva nel 2009, iscrivendosi al Partito Democratico (PD), dove in vista delle elezioni primarie del partito di quell'anno sostiene la mozione di Ignazio Marino, senatore, ex presidente della Commissione Igiene e Sanità e futuro sindaco di Roma, ma che risulterà perdente, arrivando terzo con il 12,5% dei voti contro il 53,23% del vincitore Pier Luigi Bersani, ex ministro dello sviluppo economico, e il 34,27% di Dario Franceschini. Di lì a poco si candida alle elezioni per la segreteria cittadina del PD di Senigallia, ma senza essere eletta.
Da militante democratica partecipa attivamente al movimento promotore dei referendum del 2011, alla campagna Se non ora quando? per la parità di genere, alla battaglia per l'abrogazione della legge elettorale Calderoli e a quella per l'introduzione delle elezioni primarie interne al partito per scegliere le candidature da presentare al Parlamento.
Alle elezioni politiche del 2013 si è candidata alla Camera dei deputati tra le file del Partito Democratico in decima posizione nella lista della circoscrizione Marche, risultando prima dei non eletti.
Alle primarie del PD del 2013 sostiene la mozione, e le relative posizioni, di Pippo Civati, deputato alla Camera ed ex consigliere regionale in Lombardia, che si piazza in terza posizione dietro a Gianni Cuperlo e al sindaco di Firenze Matteo Renzi.

### Elezione a deputata
Il 23 giugno 2015, con una lettera aperta rivolta alla segreteria regionale del PD marchigiano, annuncia la sua fuoriuscita dal partito, aderendo poi pochi giorni dopo al neo-costituito movimento politico Possibile di Giuseppe Civati, entrando a far parte del suo Comitato Organizzativo.
Il 23 luglio 2015, a seguito delle dimissioni dell'ex Presidente del Consiglio Enrico Letta dalla carica di parlamentare (che ha liberato un seggio destinato alle Marche), Brignone è stata proclamata deputata. Alla Camera aderisce al gruppo misto, tra le file dei non iscritti a nessuna componente.
Il 17 novembre 2015, assieme agli altri tre deputati iscritti a Possibile (Luca Pastorino, Andrea Maestri e lo stesso Civati) aderisce alla componente del gruppo misto denominata "Alternativa Libera" (già costituita da 10 deputati fuoriusciti dal Movimento 5 Stelle), che dopo il loro ingresso muta il nome in Alternativa Libera-Possibile.

### Segretaria di Possibile e candidatura al Senato nel 2022
Il 12 maggio 2018, con il 73% dei voti viene eletta Segretaria di Possibile prevalendo su David Tozzo col 26% e succedendo così a Giuseppe Civati.
Poco dopo la sua elezione a segretaria di Possibile, è uscita dall'alleanza elettorale Liberi e Uguali, con cui aveva corso per le elezioni del 4 marzo 2018.
Candidata alle elezioni europee del 2019 nella Circoscrizione Italia centrale nella lista Europa Verde (a cui il suo partito aveva aderito), ottiene 3526 preferenze senza essere eletta a causa del mancato raggiungimento della soglia di sbarramento al 4% da parte della lista.
Alle elezioni politiche anticipate del 25 settembre 2022 si candida come capolista di Alleanza Verdi e Sinistra al Senato nel collegio plurinominale Emilia Romagna 01 e in seconda a posizione dietro a Pippo Civati nel collegio Emilia Romagna - 02. Tuttavia non riesce ad essere eletta.